# Todd Nauck

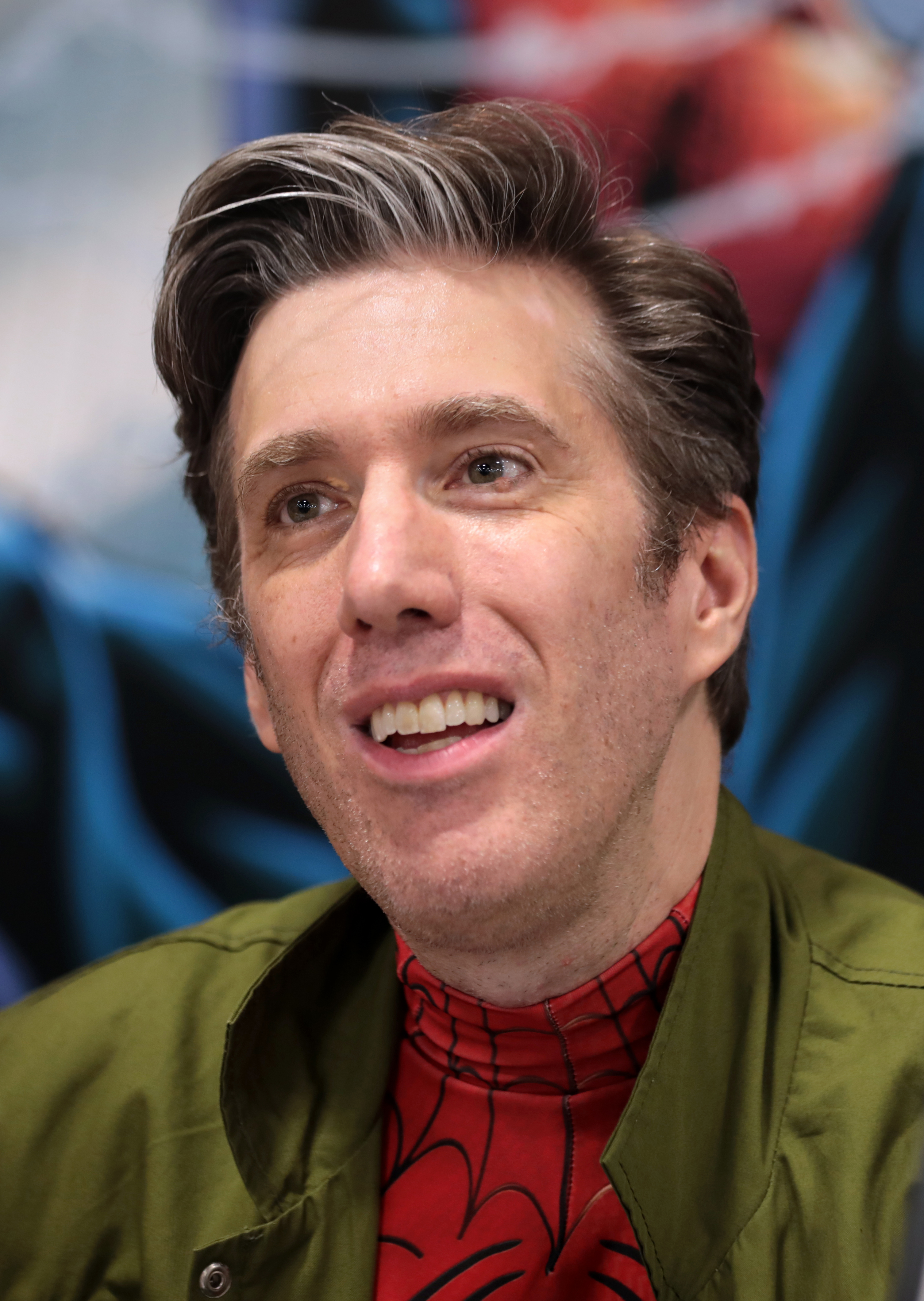
Todd Nauck (2023)

Todd Albert Nauck (* 2. April 1971 in Texas) ist ein US-amerikanischer Comiczeichner und -autor.

## Leben und Wirken
Nach dem Besuch der High School und dem Abschluss des Art Institute of Dallas begann Nauck Mitte der 1990er Jahre, als professioneller Comiczeichner zu arbeiten. Seine erste Arbeit war die Zeichnung eines Back-Covers für die Reihe What the??!, die bei Marvel Comics veröffentlicht wurde.
1994 fand Nauck eine reguläre Anstellung bei Image Comics, wo er Serien wie Badrock and Co., Newmen, New Force, Supreme, Youngblood und Team Youngblood zeichnete. 1997 wechselte Nauck zu DC-Comics, wo er zunächst mit der zeichnerischen Gestaltung einiger Hefte der Serie Legion of Superheroes betraut wurde, bevor er schließlich dem Autor Peter David als Stammzeichner für die Serie Young Justice, die von den Abenteuern der Jung-Superhelden Robin, Superboy und Impulse handelte, zur Seite gestellt wurde. Nauck zeichnete 53 der 55 Hefte, auf die es die Serie bis zu ihrer Einstellung 2002 brachte.
Später zeichnete Nauck die Serien Friendly Neighborhood Spider-Man für Marvel Comics und Teen Titans Go! für DC.